# Apatelopteryx
Apatelopteryx is een geslacht van vlinders van de familie spinners (Lasiocampidae).

## Soorten
- A. deceptrix (Kenrick, 1914)
- A. pentheter De Lajonquière, 1968
- A. phenax De Lajonquière, 1968